# Cumulopuntia boliviana subsp. ignescens

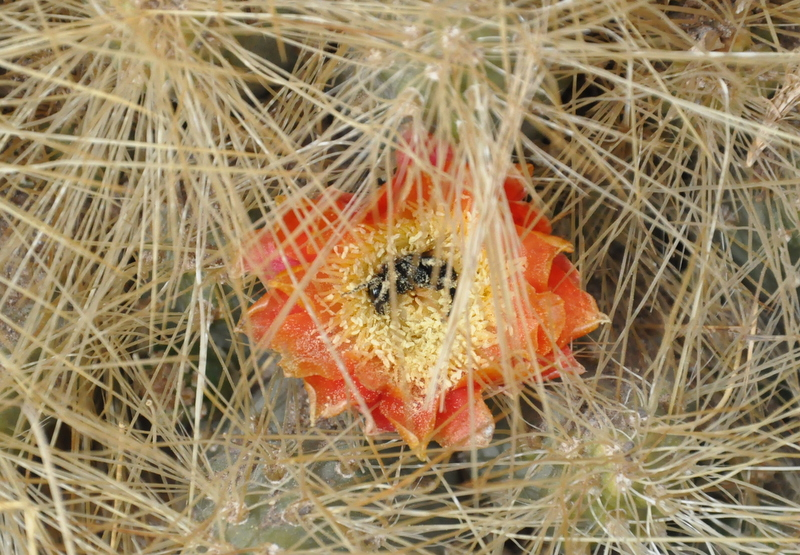
Blüte

Cumulopuntia boliviana subsp. ignescens ist eine Unterart der Pflanzenart Cumulopuntia boliviana in der Gattung Cumulopuntia aus der Familie der Kakteengewächse (Cactaceae). Das Epitheton ignescens leitet sich vom lateinischen Verb ignescere für ‚in Brand geraten‘ ab und verweist auf die Farbe der Blüten. Trivialnamen sind „Jala-Jala“ und „Puskayo“.

## Beschreibung
Cumulopuntia boliviana subsp. ignescens bildet dichte und gelegentlich aufgewölbte Polster. Die kräftigen, breit eiförmigen Triebabschnitte sind verjüngt und laufen etwas spitz zu. Sie sind bis zu 8 Zentimeter lang und im Bereich der Triebabschnittsspitzen auffällig gehöckert. Die etwa 15 Areolen befinden sich auf dem oberen Teil der Triebabschnitte. Die bis zu 20 Dornen entspringen nur aus den obersten Areolen. Sie sind aufrecht, rötlich braun, stehen eng beieinander und bis zu 8 Zentimeter lang. Einige von ihnen sind kräftig, andere dünner.
Die roten bis orangegelben Blüten erreichen Längen von bis zu 3,5 Zentimeter. Das fast areolenlose Perikarpell ist nur an den Rändern bedornt. Die fassförmigen Früchte sind am Rand mit zahlreichen bis zu 6 Zentimeter langen Dornen besetzt.

## Verbreitung und Systematik
Das Verbreitungsgebiet von Cumulopuntia boliviana subsp. ignescens erstreckt sich von den peruanischen Regionen Arequipa und Puno südlich bis in die chilenische Region Antofagasta und nach Westen bis in die bolivianischen Departamentos La Paz, Oruro und Potosí. Dort ist die Art in Höhenlagen von 4000 bis 4700 Metern auf der Westseite der Anden verbreitet.
Die Erstbeschreibung als Opuntia ignescens erfolgte 1913 durch Friedrich Karl Johann Vaupel. David Richard Hunt stellte die Art 2002 als Unterart zur Art Cumulopuntia boliviana. Weitere nomenklatorische Synonyme sind Tephrocactus ignescens (Vaupel) Backeb. (1936), Cumulopuntia ignescens (Vaupel) F.Ritter (1980) und Maihueniopsis boliviana subsp. ignescens (Vaupel) Faúndez & R.Kiesling (2007).

## Nachweise